# イスキア・ディ・カストロ
イスキア・ディ・カストロ（伊: Ischia di Castro）は、イタリア共和国ラツィオ州ヴィテルボ県にある、人口約2,100人の基礎自治体（コムーネ）。

## 地理

### 位置・広がり
ヴィテルボ県のコムーネ。県都ヴィテルボから西北西へ32kmの距離にある。

#### 隣接コムーネ
隣接するコムーネは以下の通り。括弧内のGRはグロッセート県所属を示す。
- カニーノ
- チェッレレ
- ファルネーゼ
- マンチャーノ (GR)
- ピティリアーノ (GR)
- ヴァレンターノ

### 気候分類・地震分類
イスキア・ディ・カストロにおけるイタリアの気候分類 (it) および度日は、zona E, 2102 GGである。
また、イタリアの地震リスク階級 (it) では、zona 2B (sismicità media) に分類される。